# Prostitución sagrada

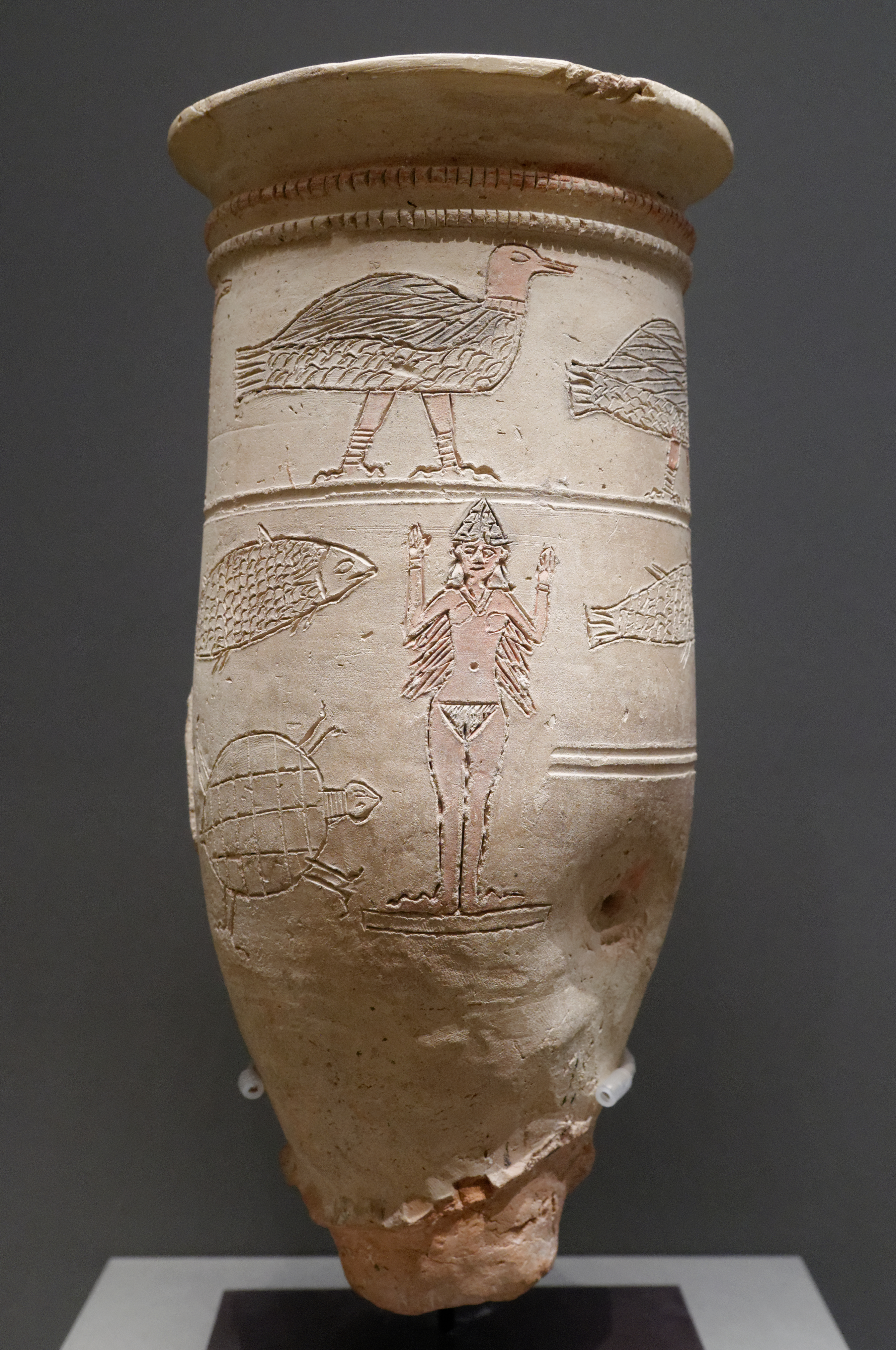
Vasija representando a Ishtar, diosa mesopotámica de la sexualidad.

La prostitución sagrada, prostitución del templo o prostitución religiosa se refiere a los antiguos ritos de carácter religioso consistentes en el mantenimiento remunerado de relaciones sexuales, a menudo entre un visitante y un sacerdote o sacerdotisa destinado a ello. Se daría en un contexto de culto, posiblemente como rito de fertilidad o de carácter simbólico (hieros gamos).
Aunque el sexo ritual es un fenómeno recurrente en numerosas culturas, la prostitución sagrada ha sido un concepto difícil de delimitar en la historiografía, ya que no resulta fácil diferenciarla de ritos sexuales no remunerados, o llevados a cabo por particulares en el templo como forma de adoración. También se ha trazado una diferencia entre la prostitución que constituiría un acto verdaderamente litúrgico y aquella que estaría simplemente asociada con el templo a través de patronazgo divino.

## Oriente Próximo
Las menciones más antiguas de la prostitución sagrada se encuentran en la literatura épica sumeria, destacándose en ella la figura de Shamhat, que seduce a Enkidu y Ashu-shu-namir, encargada de rescatar a Inanna del inframundo. Sería precisamente a Inanna o Ishtar, diosa de la sexualidad, a quien este servicio estaría consagrado. El historiador antiguo Heródoto y varios otros testimonios del período helenístico y la Antigüedad tardía sugieren que estas sociedades fomentaban la práctica de ritos sexuales remunerados, no sólo en Chipre y Babilonia, sino en todo Oriente Próximo.
El antropólogo inglés James Frazer acumuló referencias para probar la existencia de la prostitución sagrada en su libro La rama dorada. Frazer y Henriques distinguieron dos formas de ritos sexuales: el de las mujeres no casadas (en el que la novia sería públicamente desflorada) y el vitalicio. Frazer utiliza fuentes de la Antigüedad tardía (500 a 150 a. C.), no del período clásico o helenístico, lo que no permite conocer con claridad qué períodos temporales ocupó esta costumbre. Heródoto y Estrabón son las únicas fuentes usadas por Frazier que se encontraban en actividad en el siglo II a. C., mientras que el resto incluye a Ateneo, Luciano de Samósata, Claudio Eliano y autores cristianos como Sozomeno y Sócrates de Constantinopla.
Recientes historiadoras de género como Arnaud, Assante y Budin especulan con que la prostitución sagrada de Oriente Próximo podría no haber existido más que como calumnias denigratorias hacia sus pueblos. Otra visión, presentada por Pirenne-Delforge, sugiere que la prostitución sagrada sí existió, pero limitada a Oriente y en períodos anteriores al helenístico.

### Babilonia

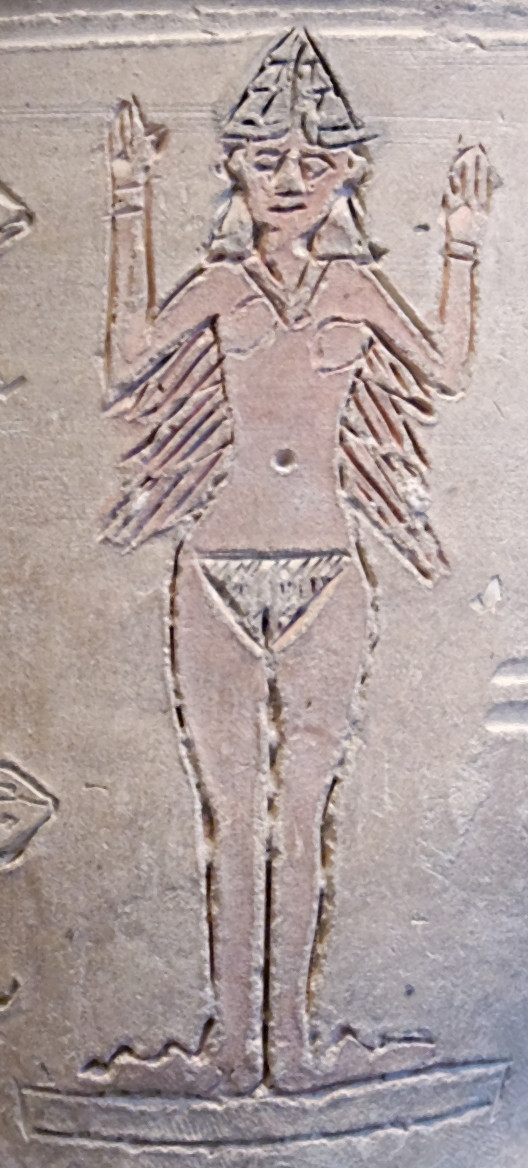
La diosa Inanna o Ishtar representada con tocado de suma sacerdotisa.

Heródoto describe así la prostitución sagrada realizada en Babilonia en honor de Ishtar o Millita (a la que el cronista identifica como su homólogo Afrodita por interpretatio graeca):
La más vil de las costumbres de los babilónicos es la que compele a cada mujer de su tierra a sentarse en el templo de Afrodita y yacer con algún desconocido al menos una vez en la vida. Muchas mujeres ricas y orgullosas, que detestan entremezclarse con el resto, llegan al templo en carruajes cubiertos y tirados por varios caballos y se sientan rodeadas de un séquito de sirvientes. Sin embargo, la mayoría de ellas se sientan en el solar sagrado de Afrodita con coronas de cuerda en la cabeza; grandes multitudes de mujeres van y vienen, y filas marcadas por líneas corren en todas direcciones entre el gentío, por las cuales los hombres circulan y eligen. Una vez una mujer ha ocupado su lugar allí, no se marcha a casa hasta que algún visitante ha arrojado monedas sobre su regazo y yacido con ella fuera del templo; pero al entregarle su dinero debe decir "te invito en nombre de Millita". La suma de dinero no tiene importancia, pues la mujer jamás se niega; hacerlo sería pecado, ya que el dinero queda consagrado de esta manera. Por ello, la mujer sigue al primer hombre que paga y no rechaza a nadie. Después de haber tenido sexo, quedando libre de su sagrada labor para con la diosa, la mujer vuelve a su casa, y tras ello no habrá soborno que vuelva a atraerla. Por todo esto, las mujeres que son hermosas y altas quedan rápidamente libres de irse, mientras que las feas deben esperar por no poder cumplir la ley; algunas de ellas permanecen allí por tres o cuatro años. Existe una costumbre similar a esta en algunas partes de Chipre.
A diferencia de otras variantes, esta prostitución en particular parece tomar la forma de un rito de desfloramiento al que todas sus ciudadanas, no de una ocupación profesional mantenida por algunas de ellas. Ritos similares podrían haberse dado entre fenicios.
En el código de Hammurabi, los derechos de las prostitutas sagradas estaban específicamente protegidos por las mismas leyes que obraban por la dignidad pública de las mujeres y los niños. Podían recibir herencia de sus padres, optar a ingresos de la tierra trabajada por sus hermanos y disponer de sus propiedades. Tomando en consideración el rol legal de la mujer en este período de tiempo, estos derechos constituían privilegios extraordinarios.

### Sumer
Según la arqueología, los monarcas de la antigua región de Sumer establecían su legitimidad tomando parte en ritos sexuales anuales en el templo de la diosa de la fertilidad, Ishtar, durante el décimo día del festival de año nuevo, el Akitu. La unión del rey con la sacerdotisa simbolizaría el matrimonio entre Ishtar y su consorte divino Dumuzi, el dios pastoril. Aunque este acto podría no cualificar como prostitución según algunos autores, existe consenso sobre que Ishtar era la deidad patrona de este oficio.
El templo de Ishtar de la ciudad de Aššur, proveniente del renacimiento sumerio, contenía arte representando actos sexuales por parte de sacerdotisas sobre una cama sagrada.

### Fenicia
Se ha considerado que la prostitución sagrada, oficiada por practicantes de ambos sexos, era una costumbre de los pueblos fenicios. Estaría consagrada a las deidades locales de Astarté (asociada con la Ishtar mesopotámica y la Afrodita griega) y Adonis, y especialmente realizada en forma de festival o rito social en las ciudades de Biblos, Afca y Baalbek (luego llamada Heliópolis), así como la cercana población siria de Palmira. Esta característica llegó hasta el Antiguo Testamento, en especial en sus libros deuteronómicos, que mencionan en tono condenatorio la prostitución sagrada de los fenicios y cananeos y censuran a los hebreos que hubieran adoptado tales costumbres.

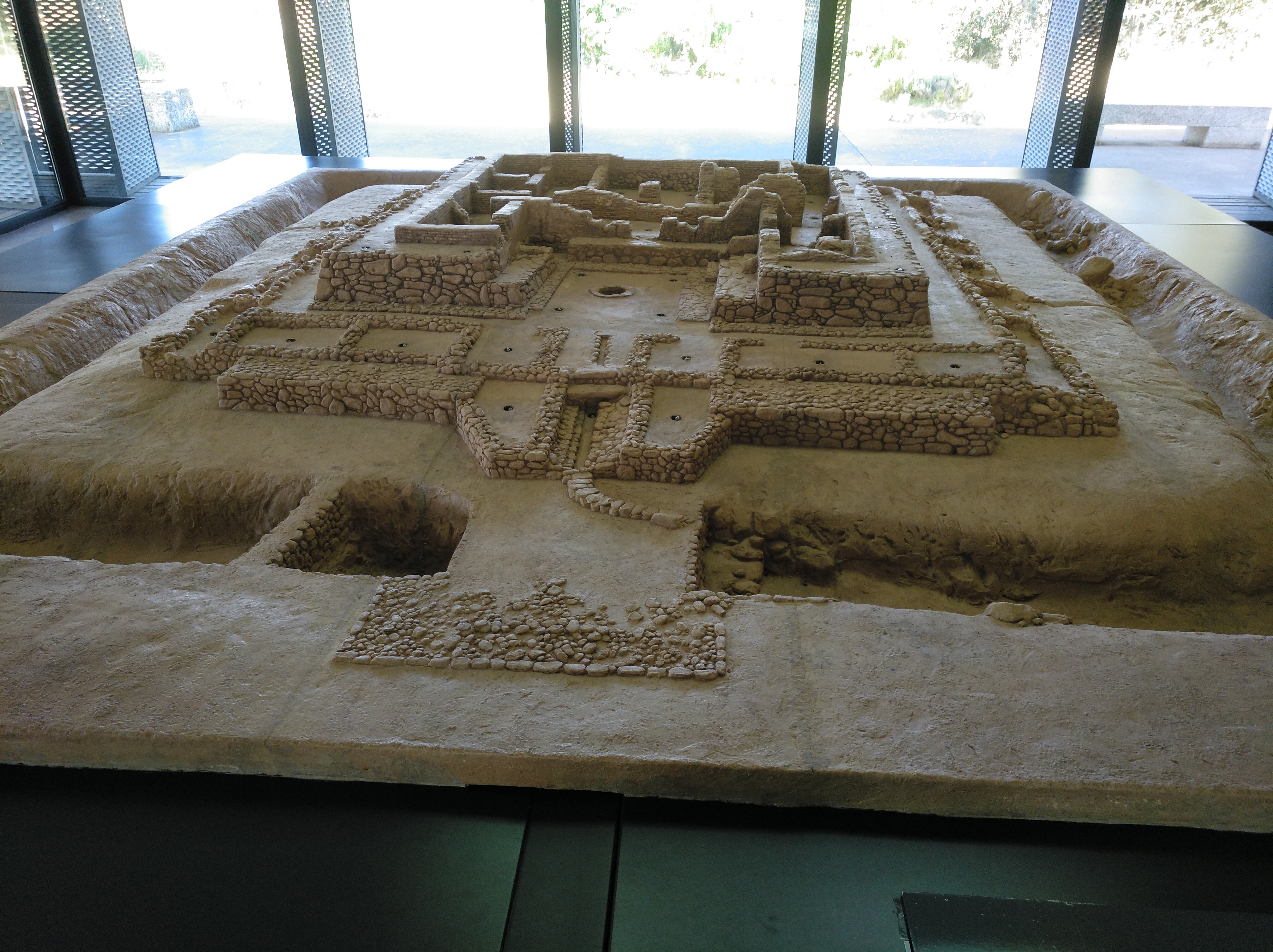
Complejo de Cancho Roano, un posible templo de prostitución cúltica fenicia.

En el yacimiento arqueológico itálico de Pirgi, un centro de culto de Astarté, existe un templo de la diosa construido con 17 pequeñas habitaciones, las cuales podrían haber servido como apartados para que las prostitutas sagradas ejercieran allí su oficio. Esta configuración recuerda a otra encontrada en el emplazamiento sirio de Dura Europos, en un templo de su diosa equivalente Atargatis, que contaba con una docena de habitaciones con banquetas. Las prostitutas sagradas de Pirgi fueron aparentemente lo bastante conocidas como para ser mencionadas en un fragmento perdido de las sátiras de Lucilio.
En el norte de África, la principal zona de influencia de la colonia fenicia de Cartago, este servicio se encontraba asociado en particular con la ciudad de Sicca, un emplazamiento de posible influencia púnica situado cerca. Valerio Máximo describe cómo las mujeres de su templo de Venus (o la deidad asociada de rigor, en este caso probablemente Tanit) ganaban ofrendas prostituyéndose con los visitantes.
Varios emplazamientos fenicio-púnicos en España, como Cancho Roano, Gadir, Cástulo y la Quéjola (Albacete), han sugerido también esta práctica a través de su arqueología e iconografía. En particular, Cancho Roano cuenta con un santuario dotado de múltiples celdas o habitaciones, identificado probablemente como un lugar de prostitución sagrada en honor a Astarté. Una institución similar podría haberse encontrado en Gádir. Las posteriores bailarinas-prostitutas nativas, llamadas puellae gaditanae en fuentes romanas (o cinaedi en sus variantes masculinas), podrían haber sido herederas desacralizadas de esta práctica, dado el contexto ritual al que el sexo y la danza pertenecían en la cultura fenicia.
Otro centro de culto de Astarté era Chipre, donde se encontraban templos dedicados a esta diosa en Pafos, Amatunte y Kition. Según Heródoto, esta corriente religiosa provenía de la ciudad fenicia de Ascalón. La epigrafía fenicio del templo de Kition describe la actividad económica del personal del templo, ya que la prostitución sagrada habría estado sometida a impuestos como cualquier otra profesión, y nombra a los practicantes de prostitución sagrada de ambos sexos como grm (hombres) y lmt (mujeres) respectivamente.

### Persia
En una costumbre descrita por Estrabón sobre la ciudad armenia de Acilisene, las doncellas de familias nobles eran consagradas practicando la prostitución en el templo de la diosa Anahit antes de ser dadas en matrimonio, lo cual no era considerado deshonroso por los futuros maridos. Este fenómeno también lo atestigua en Lidia.

### Hititas
Los hititas practicaban la prostitución sagrada como parte del culto de varias deidades desconocidas, entre las que se incluían un par de dioses en parejas, un dios taurino y una diosa leona. Con el paso del tiempo, la diosa madre asumió estos roles como símbolo de la fertilidad y el nacimiento humano.

## Antigüedad clásica

### Grecia
En la antigua Grecia, la prostitución sagrada era una atracción de la ciudad de Corinto, cuyo templo de Afrodita, diosa de la sexualidad, albergaba una gran cantidad de cortesanas llamadas heteras. El cronista Estrabón, que visitó la ciudad personalmente, dice así:
El templo de Afrodita era tan suntuoso que daba empleo a más de mil heteras con las donaciones de hombres y mujeres. Muchos extranjeros visitaban la ciudad por su causa, y de este modo las heteras contribuían a la riqueza de la ciudad. Los capitanes de barcos gustaban de gastarse el dinero allí, de ahí el dicho: "El viaje a Corinto no es para todo el mundo". Otra historia cuenta que una mujer reprochó a una hetera no trabajar el hilo como hacía ella, a lo que la segunda replicó: "Pues mírame bien, porque en este mismo rato ya me he asegurado tres monedas".
Pausanias habla también de un centro similar en Argos y la colonia griega de Locros.
Según Estrabón, la ciudad de Tebas tenía también la costumbre de consagrar a Zeus una doncella llamada palade. Esta doncella debía provenir de una familia ilustre y ser prepubescente; hasta la llegada de su menarquia, se le permitía prostituirse y cohabitar con los hombres que ella misma deseara, y después de ello, efectuándose un ritual fúnebre, era concedida en matrimonio.
El mismo autor narra cómo en la ciudad de Comana Pontica, donde tenía sus propios orígenes familiares, multitud de prostitutas se consgraban a sí mismas a la diosa, identificada con la deidad de la guerra Enio. También describe a heteras vinculadas a Afrodita de la misma manera que en Corinto.
En el templo de Apolo en Bulla Regia se encontró inhumado el cuerpo de una mujer con una inscripción: "Adúltera. Prostituta. Arréstame, porque he huido de Bulla Regia". Este texto sugiere que se trataría no de una hetera, sino de una mujer condenada por adulterio a servir forzosamente como prostituta sagrada en el templo.

### Roma

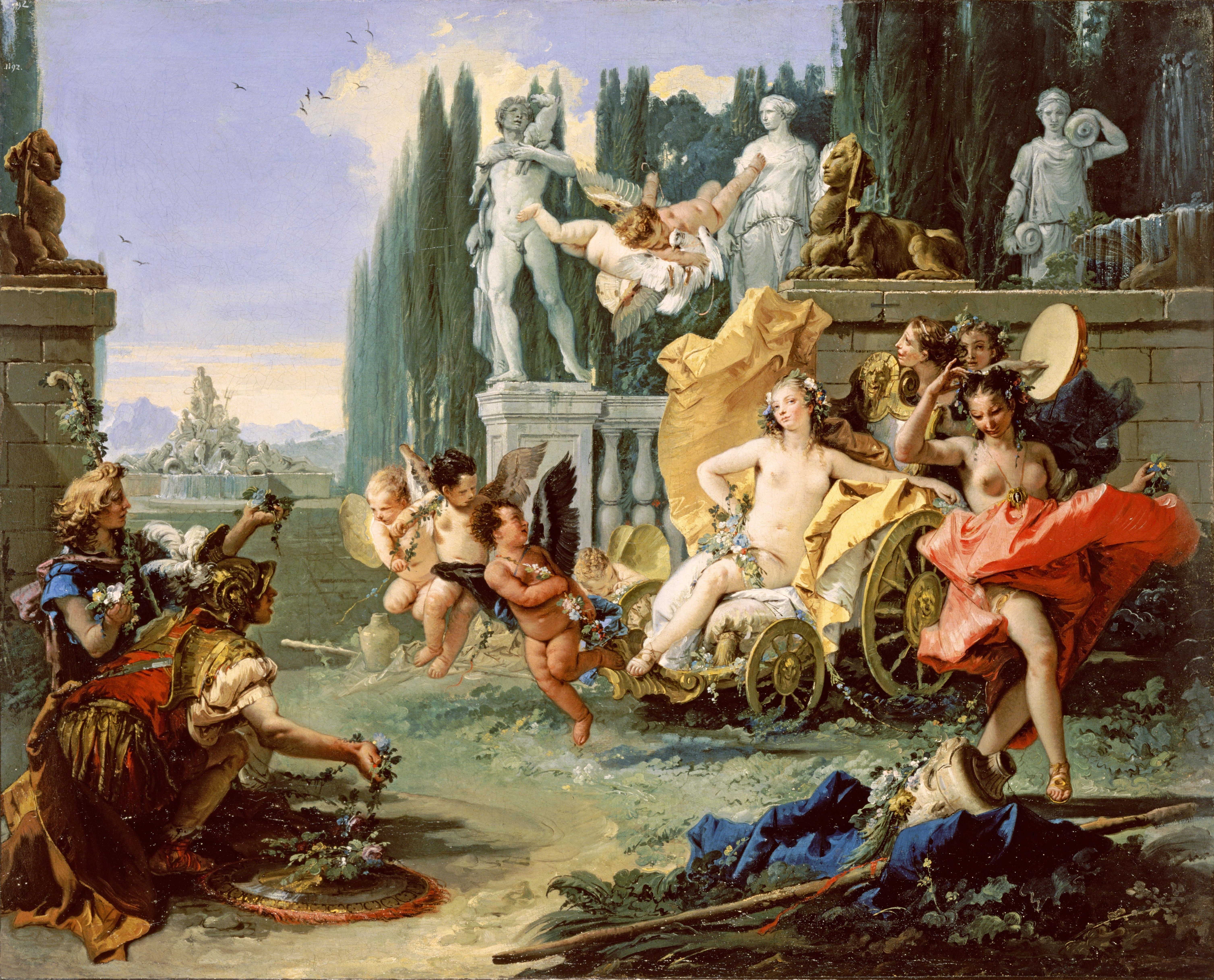
Representación de la Floralia, por Giovanni Battista Tiepolo.

En Sicilia, el culto a la diosa Afrodita o Astarté en la ciudad de Érice era especialmente conocido por la práctica de la prostitución sagrada, ejercida por esclavas donadas por locales y extranjeros a la par. La leyenda decía que este culto había sido implantado por Eneas, fundador de la civilización romana, y en acordancia con esto la Venus Ericina fue reintroducida en Roma bajo el nombre de Venus Ericina o Erixina, edificándose un templo en la Colina Capitolina y otro en la Puerta Collina. Diodoro informa alrededor del 60 a. C., de que entablar contacto con las mujeres del templo era un esparcimiento de los cónsules y pretores romanos que viajaban allí.
Incluso la prostitución convencional, aunque denostada por las leyes de Roma, ocupaba un lugar destacado en varias celebraciones religiosas romanas. Por norma general, su condición de infamia les impedía acercarse siquiera a sacerdotisas, pero esto cambiaba en las festividades que tenían lugar en el mes de abril.
- El día 1, las mujeres celebraban la Fortuna Virilis el día de la Veneralia, un festival en honor de Venus. Según Ovidio, en esta fiesta las prostitutas formaban grupos con mujeres casadas y todas atendían y limpiaban ritualmente la estatua de la diosa Fortuna.[34]
- El día 23, las prostitutas hacían ofrendas en el templo de la mencionada Venus Ericina, una faceta de Venus explícitamente asociada con el lenocinio. Esta fecha coincidía con la Vinalia, una festividad en honor del vino y la cosecha de la uva.[35]
- El día 25 cobraba protagonismo la prostitución homosexual masculina, los pueri lenonii, celebrada el mismo día que el festival de la cosecha llamado Robigalia.[36]
- El día 27 tenía lugar la Floralia, la fiesta de la diosa Flora celebrada desde el 238 a. C., que incluía bailes eróticos y exhibiciones de desnudez por parte de mujeres caracterizadas como prostitutas. El autor cristiano Lactancio decía, en un tono evidentemente de censura, que "además de la libertad de palabra que viene con cada obscenidad, las prostitutas, cuando eran importunadas por la plebe, se desnudaban y actuaban como mimos ante el público, y continuaban así hasta la máxima saciedad de los desvergonzados espectadores, cuya atención se veía atraída hacia sus glúteos danzantes".[37] Juvenal habla también de danzas desnudas e incluso de prostitutas luchando como gladiadoras.[35][38]

Otro autor cristiano, Eusebio también hablaba de prostitución sagrada en otros templos de Venus en tiempos del emperador Constantino, que se vio obligado a cerrar sus templos por presión de la creciente población cristiana. Estos actos, que incluían prostitución tanto heterosexual como homosexual, tenían también lugar en la ciudad de Heliópolis (la antigua Baalbek fenicia) hasta que Constantino los prohibió.
Se trataba de un bosque y un templo, situados no en una ciudad o lugar público como es generalmente el caso por motivos de prestigio, sino junto a la batida y frecuentada carretera de Afaca cerca de la cumbre del monte Líbano, y dedicados al espantoso demonio conocido por el nombre de Venus. Eran una escuela inicua para toda clase de impurezas, entre ellas el afeminamiento, que destruye los cuerpos. En aquel lugar, hombres que no eran merecedores de tal nombre olvidaban la dignidad de su sexo, propiciados por el demonio, y se entregaban a la conducta afeminada. También se daban comercios ilícitos de mujeres y tratos adúlteros, junto con otras prácticas horribles e infames, perpetrándose en este templo como si de un lugar fuera de la ley se tratase.

## Asia

### Japón
La prostitución sagrada también tenía lugar en el sintoísmo tradicional de Japón, donde era empleada en ciertas prácticas religiosas. Un ejemplo metafórico podía encontrarse en la clase de sacerdotisa llamada hitoya-zuma ("esposa de una noche", un apelativo utilizado para cortesanas de clase alta) cuya función era yacer simbólicamente con una divinidad o marebito que las visitaría de noche. Sin embargo, otros ejemplos incluían actos sexuales auténticos con clientes. Muchas miko consagradas a la peregrinación, llamadas aruki-miko, combinaban sus servicios religiosos con actos de entretenimiento y prostitución, y las sacerdotisas de las regiones de Echigo y Tanba del período Genroku comenzaron a recaudar dinero para sus santuarios mediante este mismo oficio, recibiendo el nombre coloquial de kama-harai ("exorcistas-horno"). Las ocupaciones de miko y de prostituta convergían hasta el punto de que templos tan importantes como el Tennoji de Osaka o Kitano y Yasaka en Kioto estaban estratégicamente emplazados junto a los distritos rojos de sus ciudades.
Estas prácticas llegaron a su fin con el advenimiento de la era Meiji debido al auge de la moralidad cristiana occidental y la nueva política del gobierno, la llamada Shinbutsu bunri, que reducía el papel de los miko y convertía la religión en lo que más tarde fue conocido como el sintoísmo estatal.

## América

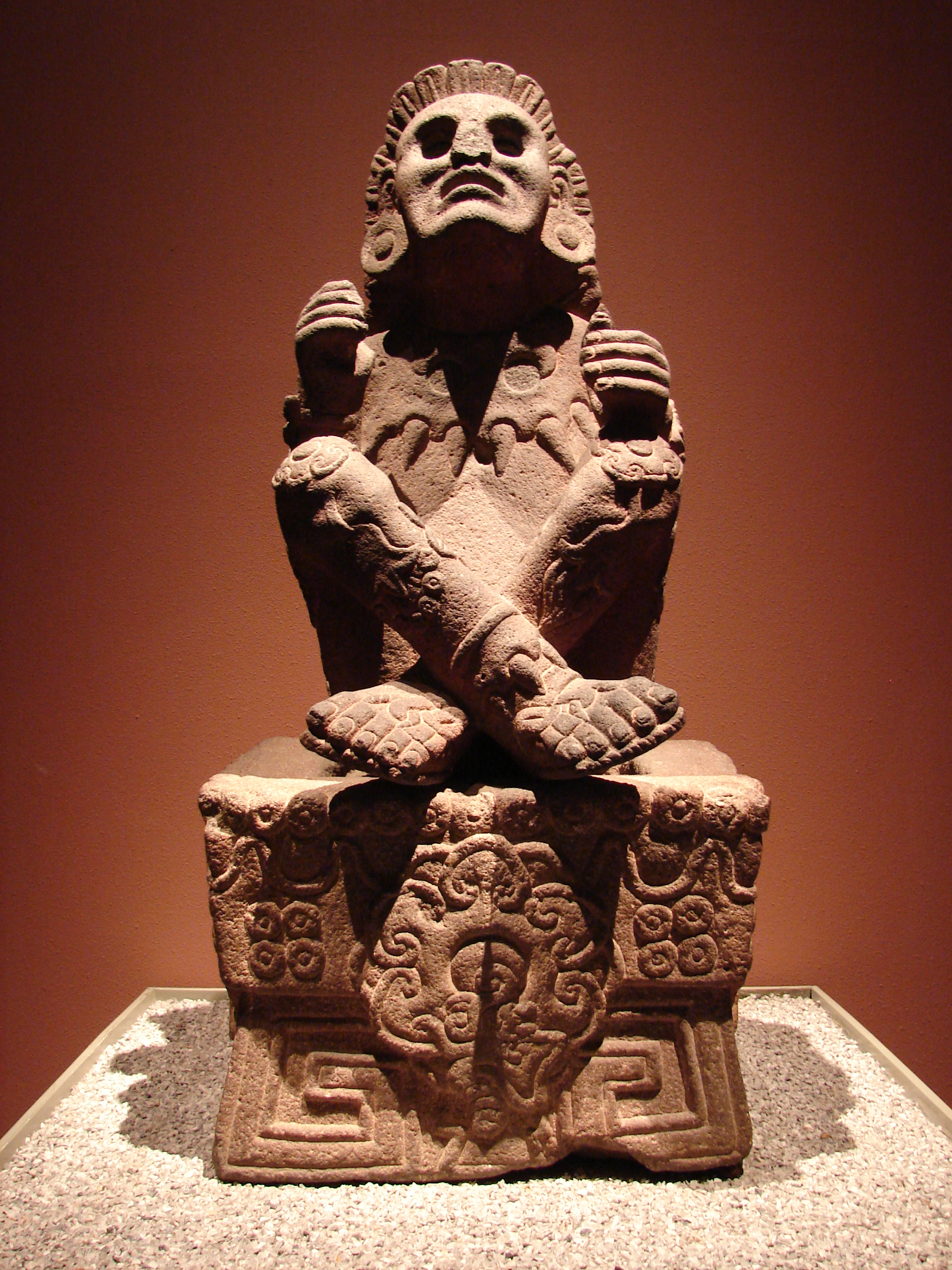
Estatua de Xochipilli.

### Mesoamérica
La civilización maya ostentaba cultos religiosos fálicos que podrían haber incluido prostitución homosexual sagrada.
Por su parte, los aztecas rendían culto a Xochipilli, una antigua divinidad tolteca que fungía como patrón de los homosexuales y la prostitución homosexual, y a su gemela Xochiquetzal, patrona del poder sexual y las prostitutas femeninas.

### Sudamérica
Los incas utilizaban a jóvenes varones como prostitutas sagradas. Éstos vestían con ropas femeninas y tenían sexo ritual con caciques y sacerdotes durante festividades religiosas.

## Visión moderna
Según Avaren Ipsen, del Comité para el Estado de las Mujeres de la Universidad de Berkeley, el mito de la prostitución sagrada funciona como "una enorme fuente de autoestima y un modelo de positividad sexual" para numerosas trabajadoras sexuales. Comparó esta situación con la de la figura de María Magdalena, cuyo oficio de prostituta, aunque transitorio en los textos cristianos y disputado en los académicos, ha sido celebrado por varios colectivos de trabajo sexual en un esfuerzo por desestigmatizar su profesión. Ipsen especuló con que determinadas corrientes académicas que disputan la historicidad de la prostitución sagrada están políticamente motivadas, atribuyéndolas al "deseo ideológico de algunas feministas, yo misma incluida, de ser 'decentes'".
En su libro The Sacred Prostitute: Eternal Aspect of the Feminine, la psicoanalista Nancy Qualls-Corbett alabó la prostitución sagrada como una expresión de la sexualidad femenina y un puente entre ésta y la divinidad, así como una ruptura con toda posible degradación sexual mundana. "[La prostituta sagrada] no hacía el amor por la admiración o la devoción de quien acudiera a ella... No necesitaba un hombre para darle sentido a su propia identidad; en lugar de eso, su identidad estaba enraizada con su propia feminidad". Qualls también comparó la censura de la prostitución sagrada con la demonización de la sexualidad femenina y el vitalismo. "En el templo de la prostituta, hombres y mujeres se encontraban con la vida y todo el placer sensual y el deleite que ésta tenía que ofrecer. Pero, con el cambio de los valores culturales y la institucionalización del monoteísmo y el patriarcado, el individuo iba a la casa del Señor a prepararse para la muerte".
Esta opinión es mantenida por numerosas escuelas de neopaganismo, entre ellas la Wicca, para las que el mito de la prostitución sagrada, por sí mismo y con independencia de su respaldo histórico, encarna la máxima sacralización del sexo y la celebración de la sexualidad femenina en comunión con la masculina. Su puesta en práctica está asociada con rituales de sanación espiritual y magia sexual. Dentro del pensamiento laico, el filósofo Antonio Escohotado es un popular adepto de esta línea, favoreciendo particularmente el papel de las antiguas prostitutas sagradas y sacerdotisas de Ishtar. En su trabajo seminal Rameras y esposas, las ensalza a ellas y a su culto como símbolos del poder femenino y la exaltación de la libertad sexual.
La actriz Susie Lamb aborda la prostitución sexual en su performance de 2014 Horae: Fragments of a Sacred History of Prostitution, en la que señala su valor para desafiar los roles de género de hombres y mujeres. "La idea de la prostitución es casi totalmente incomprensible para la imaginación moderna. Involucraba mujeres teniendo sexo como acto de adoración... La relación entre hombres y mujeres en esta antigua tradición estaba basada en el respeto hacia la mujer. Ésta era vista como una persona con poder".